# Ахунов, Камал Баратович
Камал Баратович Ахунов (тадж. Камол Баротович Охунов; 1912 год, Ура-Тюбе, Самаркандская область, Российская империя — март 1982 года, Ура-Тюбе, Таджикская ССР) — врач больницы города Ура-Тюбе, Таджикская ССР. Герой Социалистического Труда (1969).

## Биография
Родился в 1912 году в рабочей семье в городе Ура-Тюбе. В 1932 году окончил фельдшерское училище в городе Сталинабад. Работал участковым врачом в колхозе «Хазарбак». В 1940 году получил высшее медицинское образование в Ташкентском медицинском институте. С 1941 года участвовал в Великой Отечественной войне. Воевал военным врачом в звании капитана медицинской службы на Западном, Калининском и Северо-Западном фронтах в составе 1336-го стрелкового полка 319-й стрелковой дивизии. В декабре 1941 года получил ранение. В 1943 году вступил в ВКП(б).
В 1946 году демобилизовался и возвратился на родину. Трудился главным врачом, терапевтом районной больницы в городе Ура-Тюбе. Указом Президиума Верховного Совета СССР от 4 февраля 1969 года «за большие заслуги в области охраны здоровья советского народа» удостоен звания Героя Социалистического Труда с вручением Ордена Ленина и золотой медали Серп и Молот.
Трудился терапевтом в Ура-Тюбинской районной больнице до выхода на пенсию в 1972 году. Проживал в городе Ура-Тюбе. Скончался в марте 1982 года.
Награды
- Герой Социалистического Труда
- Орден Ленина
- Орден Красной Звезды (25.10.1944)
- Орден «Знак Почёта» (02.12.1966)
- Медаль «За победу над Германией в Великой Отечественной войне 1941—1945 гг.»